# シャスタ川
シャスタ川（シャスタがわ、Shasta River）は、アメリカ合衆国カリフォルニア州を流れるクラマス川支流の川である。カスケード山脈シャスタ山の西および北側のシャスタヴァレーと呼ばれる盆地を流れる。
カリフォルニア州シスキュー郡の南、ウィードの南西約16kmに源を発する。そこからシャスタヴァレー内のウィード、シャスティーナ湖、モンタギューを流れ、ワイリーカの北北東でクラマス川に合流する。
川の名前は、流域に原住するインディアン部族のシャスタ族から採られた。